# Black Box (Band)
Black Box ist ein 1989 von Valerio Semplici, Daniele Davoli (DJ Lelewel) und Mirko Limoni gegründetes italienisches House-/Eurodance-Projekt. Das Markenzeichen von Black Box sind soulige Frauenstimmen, Pianomelodien und wuchtige Bassdrums, die von Geigen und auch Bläsersätzen begleitet werden.

## Geschichte
Gesungen wurden die ersten Alben durchweg von Martha Wash, einem Mitglied der Weather Girls (sie sang 1991 auch Gonna Make You Sweat von der C+C Music Factory). In den Videos war allerdings nicht Martha Wash, sondern das Model Catherine Quinol zu sehen. Blackbox’ größter Hit Ride on time (1989) basiert auf Vocal-Samples von Loleatta Holloway (wie 1991 auch Cappellas Hit Take Me Away und Marky Marks Good Vibration). Unter dem Namen Starlight veröffentlichte das Trio 1989 die Single Numero Uno, die Chartplatzierungen in mehreren Ländern erreichte.
Auf dem Debütalbum Dreamland befanden sich außer Ride on Time noch weitere Top-10-Hits: I Don’t Know Anybody Else (1990), Everybody Everybody (1990) und Fantasy (1990). Fantasy ist eine Coverversion des gleichnamigen Hits von Earth, Wind & Fire aus dem Jahr 1977. In den englischen Charts ebenfalls hoch platziert war 1991 The Total Mix, ein Megamix, es folgte der in Bright on Time umbenannten Song Ride on Time als 2. Single zum zweiten Album Remixland.
Strike It up, ein Top-10-Hit in den USA, und Open Your Eyes waren die Vorboten zum Album All Mixed Up (1992). Nach ein paar Monaten Pause erschien in einigen Ländern als Promopressung Hold On, die letzte Single mit Martha Wash, die aber wieder nicht im Video zu sehen war.
1993 folgten mit einer neuen Sängerin Hits wie Rockin’ to the music (Platz 1 in Finnland, Platz 39 in UK), 1994/95 Not Anyone (Platz 31 in UK), 1996 I Got the Vibration (Platz 21 in UK) und der Top-40-Hit Native New Yorker von dem vor allem in Japan erfolgreichen Album Positive Vibrations.

## Diskografie

### Studioalben
| Jahr | Titel     | Höchstplatzierung, Gesamtwochen, AuszeichnungChartplatzierungen (Jahr, Titel, Platzierungen, Wochen, Auszeichnungen, Anmerkungen) | Höchstplatzierung, Gesamtwochen, AuszeichnungChartplatzierungen (Jahr, Titel, Platzierungen, Wochen, Auszeichnungen, Anmerkungen) | Höchstplatzierung, Gesamtwochen, AuszeichnungChartplatzierungen (Jahr, Titel, Platzierungen, Wochen, Auszeichnungen, Anmerkungen) | Höchstplatzierung, Gesamtwochen, AuszeichnungChartplatzierungen (Jahr, Titel, Platzierungen, Wochen, Auszeichnungen, Anmerkungen) | Höchstplatzierung, Gesamtwochen, AuszeichnungChartplatzierungen (Jahr, Titel, Platzierungen, Wochen, Auszeichnungen, Anmerkungen) | Höchstplatzierung, Gesamtwochen, AuszeichnungChartplatzierungen (Jahr, Titel, Platzierungen, Wochen, Auszeichnungen, Anmerkungen) | Anmerkungen                                                                                  |
| Jahr | Titel     | DE | AT | CH | UK | US | IT | Anmerkungen                                                                                  |
| ---- | --------- | --- | --- | --- | --- | --- | --- | -------------------------------------------------------------------------------------------- |
| 1990 | Dreamland | DE36 (12 Wo.)DE | AT14 (12 Wo.)AT | CH9 Gold · (12 Wo.)CH | UK14 Gold · (30 Wo.)UK | US56 Gold · (61 Wo.)US | IT22 (3 Wo.)IT | Erstveröffentlichung: April 1990 Produzenten: Daniele Davoli, Mirko Limoni, Valerio Semplici |

Weitere Alben
- 1995: Positive Vibration

### Kompilationen
- 1990: Remixland
- 1990: Mixed Up!
- 1992: Mixed Up ’92
- 1997: Hits & Mixes
- 1998: Strike It Up: The Best of

### Singles
| Jahr | Titel Album                                                   | Höchstplatzierung, Gesamtwochen, AuszeichnungChartplatzierungen (Jahr, Titel, Album, Platzierungen, Wochen, Auszeichnungen, Anmerkungen) | Höchstplatzierung, Gesamtwochen, AuszeichnungChartplatzierungen (Jahr, Titel, Album, Platzierungen, Wochen, Auszeichnungen, Anmerkungen) | Höchstplatzierung, Gesamtwochen, AuszeichnungChartplatzierungen (Jahr, Titel, Album, Platzierungen, Wochen, Auszeichnungen, Anmerkungen) | Höchstplatzierung, Gesamtwochen, AuszeichnungChartplatzierungen (Jahr, Titel, Album, Platzierungen, Wochen, Auszeichnungen, Anmerkungen) | Höchstplatzierung, Gesamtwochen, AuszeichnungChartplatzierungen (Jahr, Titel, Album, Platzierungen, Wochen, Auszeichnungen, Anmerkungen) | Höchstplatzierung, Gesamtwochen, AuszeichnungChartplatzierungen (Jahr, Titel, Album, Platzierungen, Wochen, Auszeichnungen, Anmerkungen) | Höchstplatzierung, Gesamtwochen, AuszeichnungChartplatzierungen (Jahr, Titel, Album, Platzierungen, Wochen, Auszeichnungen, Anmerkungen) | Anmerkungen |
| Jahr | Titel Album                                                   | DE | AT | CH | UK | US | Dance | IT | Anmerkungen |
| ---- | ------------------------------------------------------------- | --- | --- | --- | --- | --- | --- | --- | --- |
| 1989 | Ride on Time Dreamland                                        | DE5 (27 Wo.)DE | AT8 (19 Wo.)AT | CH5 (25 Wo.)CH | UK1 Platin · (22 Wo.)UK | — | Dance39 (6 Wo.)Dance | IT10 (18 Wo.)IT | Erstveröffentlichung: Juli 1989; mit Samples aus Love Sensation von Loleatta Holloway, 1980 Autoren: Mirko Limoni, Daniele Davoli, Valerio Semplici                      |
| 1990 | I Don’t Know Anybody Else Dreamland                           | DE12 (19 Wo.)DE | AT10 (13 Wo.)AT | CH3 (19 Wo.)CH | UK4 Silber · (8 Wo.)UK | US23 (14 Wo.)US | Dance1 (16 Wo.)Dance | IT12 (12 Wo.)IT | Erstveröffentlichung: Januar 1990 Vocals: Martha Wash Autoren: Mirko Limoni, Daniele Davoli, Valerio Semplici                                                            |
| 1990 | Everybody Everybody Dreamland                                 | DE41 (9 Wo.)DE | — | CH21 (5 Wo.)CH | UK16 (6 Wo.)UK | US8 (19 Wo.)US | Dance1 (10 Wo.)Dance | IT7 (28 Wo.)IT | Erstveröffentlichung: Mai 1990; mit Samples aus (Hot Pants) I’m Coming von Bobby Byrd, 1971; Vocals: Martha Wash Autoren: Mirko Limoni, Daniele Davoli, Valerio Semplici |
| 1990 | Fantasy Dreamland                                             | DE16 (22 Wo.)DE | AT4 (16 Wo.)AT | CH26 (5 Wo.)CH | UK5 (11 Wo.)UK | — | — | IT17 (3 Wo.)IT | Erstveröffentlichung: Oktober 1990; Vocals: Martha Wash Autoren: Maurice White, Eddie del Barrio, Verdine White Original: Earth, Wind and Fire, 1977                     |
| 1990 | Black Boxed Total Mix –                                       | — | — | — | UK12 (8 Wo.)UK | — | — | — | Erstveröffentlichung: Dezember 1990 Mix: Neil McClellan, Graeme Park |
| 1991 | Megamix –                                                     | DE33 (11 Wo.)DE | AT18 (8 Wo.)AT | — | — | — | — | — | Erstveröffentlichung: Januar 1991 Mix: Matthias Hoffmann, Steffen Britzke, Sven Väth                                                                                     |
| 1991 | Strike It Up Dreamland                                        | DE26 (11 Wo.)DE | AT27 (2 Wo.)AT | — | UK16 (8 Wo.)UK | US8 (18 Wo.)US | Dance1 (14 Wo.)Dance | — | Erstveröffentlichung: Februar 1991 Vocals: Martha Wash, Rap: Stepz Autoren: Mirko Limoni, Daniele Davoli, Valerio Semplici                                               |
| 1991 | Open Your Eyes Dreamland                                      | DE44 (7 Wo.)DE | — | — | UK48 (4 Wo.)UK | — | — | IT12 (12 Wo.)IT | Erstveröffentlichung: November 1991; Vocals: Martha Wash Autoren: Mirko Limoni, Daniele Davoli, Valerio Semplici                                                         |
| 1993 | Rockin’ to the Music Positive Vibration                       | — | — | — | UK39 (2 Wo.)UK | — | — | — | Erstveröffentlichung: August 1993 Autoren: Daniele Benati, Mirko Limoni, Daniele Davoli, Valerio Semplici                                                                |
| 1995 | Not Anyone Positive Vibration                                 | — | — | — | UK31 (2 Wo.)UK | — | — | — | Erstveröffentlichung: Juni 1995; Vocals: Charvoni Woodson Autoren: Daniele Benati, M. Limoni, D. Davoli, V. Semplici                                                     |
| 1995 | I Got the Vibration / A Positive Vibration Positive Vibration | — | — | — | UK21 (3 Wo.)UK | — | — | IT13 (4 Wo.)IT | Erstveröffentlichung: April 1996 Autoren: Marilyn McLeod, Pam Sawyer, D. Benati, M. Limoni, D. Davoli, V. Semplici                                                       |
| 1997 | Native New Yorker Positive Vibration                          | — | — | — | UK46 (2 Wo.)UK | — | — | — | Erstveröffentlichung: Februar 1997 Autoren: Sandy Linzer, Denny Randell Original: Frankie Valli, 1977                                                                    |

Weitere Singles
- 1990: Bright on Time
- 1990: Get Down (feat. Stepz)
- 1991: Megamix N°2
- 1992: Hold On
- 1997: Fall into My Love
- 2009: Ride on Time 20th (feat. Loleatta Holloway)
- 2014: Somebody Everybody (Hot Since 82 feat. Black Box)

## Auszeichnungen für Musikverkäufe
| Silberne Schallplatte - Frankreich - 1989: für die Single Ride on Time Goldene Schallplatte - Australien - 1990: für die Single I Don’t Know Anybody Else - 1991: für die Single Fantasy - Schweden - 1989: für die Single Ride on Time - Spanien - 1990: für das Album Dreamland | Platin-Schallplatte - Australien - 1990: für die Single Ride on Time - 1991: für das Album Dreamland 2× Platin-Schallplatte - Kanada - 1991: für das Album Dreamland |

Anmerkung: Auszeichnungen in Ländern aus den Charttabellen bzw. Chartboxen sind in ebendiesen zu finden.
| Land/RegionAuszeichnungen für Musikverkäufe (Land/Region, Auszeichnungen, Verkäufe, Quellen) | Silber     | Gold     | Platin     | Verkäufe | Quellen              |
| -------------------------------------------------------------------------------------------- | ---------- | -------- | ---------- | -------- | -------------------- |
| Australien (ARIA)                                                                            | —          | 2× Gold2 | 2× Platin2 | 210.000  | aria.com.au          |
| Frankreich (SNEP)                                                                            | Silber1    | —        | —          | 200.000  | infodisc.fr          |
| Kanada (MC)                                                                                  | —          | —        | 2× Platin2 | 200.000  | musiccanada.com      |
| Schweden (IFPI)                                                                              | —          | Gold1    | —          | 25.000   | sverigetopplistan.se |
| Schweiz (IFPI)                                                                               | —          | Gold1    | —          | 25.000   | hitparade.ch         |
| Spanien (Promusicae)                                                                         | —          | Gold1    | —          | 50.000   | mediafire.com        |
| Vereinigte Staaten (RIAA)                                                                    | —          | Gold1    | —          | 500.000  | riaa.com             |
| Vereinigtes Königreich (BPI)                                                                 | Silber1    | Gold1    | Platin1    | 900.000  | bpi.co.uk            |
| Insgesamt                                                                                    | 2× Silber2 | 7× Gold7 | 5× Platin5 |          |                      |